# Hylaea prasinaria
Hylaea prasinaria là một loài bướm đêm trong họ Geometridae.